# Личный чемпионат мира по шахматной композиции
Личный чемпионат мира по шахматной композиции (англ. World Championship in Composing for Individuals, WCCI) — соревнование шахматных композиторов, организуемое постоянной комиссией ФИДЕ по шахматной композиции (PCCC) раз в 3 года. Первый личный чемпионат, в соответствии с решением конгресса PCCC в Пуле 1997 года, проводился по результатам отбора в Альбом ФИДЕ 1989—91. На конгрессе в Санкт-Петербурге в 1998 году участники, набравшие наибольшую сумму баллов в каждом из 8 разделов Альбома ФИДЕ 1989—91, были объявлены чемпионами мира.
Последующие чемпионаты представляют собой отдельное соревнование композиторов за трёхлетний период, не связанное с отбором в Альбом ФИДЕ, в каждом из 8 традиционных жанров шахматной композиции:
1. Двухходовки
2. Трёхходовки
3. Многоходовки
4. Этюды
5. Кооперативный мат
6. Обратный мат
7. Сказочные шахматы
8. Ретроанализ

Каждый участник присылает на конкурс до 6 своих композиций, опубликованных в течение трёхлетнего конкурсного периода. Затем эти композиции оцениваются комиссией из 3 судей, которые отбирают из них 4 лучших. Победитель в каждом из жанров провозглашается чемпионом мира. Подробности правил соревнования см. на официальном сайте.

## Лауреаты

### 1997 (по итогам Альбома ФИДЕ 1989—91)
| Секция            | Золото              | Серебро              | Бронза                            |
| ----------------- | ------------------- | -------------------- | --------------------------------- |
| Двухходовки       | Анатолий Слесаренко | Валерий Шаньшин      | Удо Дегенер                       |
| Трёхходовки       | Michael Keller      | Александр Кузовков   | Marek Kwiatkowski                 |
| Многоходовки      | Яков Владимиров     | Alois Johandl        | Camillo Gamnitzer                 |
| Этюды             | Давид Гургенидзе    | Николай Рябинин      | Олег Перваков                     |
| Кооперативный мат | Živko Janevski      | Fadil Abdurahmanovic | Toma Garai                        |
| Обратный мат      | Петко Петков        | Jacob Mintz          | Živko Janevski Waldemar Tura      |
| Сказочные шахматы | George Sphicas      | Yves Cheylan         | Michel Caillaud                   |
| Ретроанализ       | Александр Кисляк    | Wolfgang Dittman     | Thierry le Gleuher Никита Плаксин |

### 1998—2000
| Секция            | Золото           | Серебро            | Бронза               |
| ----------------- | ---------------- | ------------------ | -------------------- |
| Двухходовки       | Виктор Чепижный  | Marjan Kovačević   | Анатолий Слесаренко  |
| Трёхходовки       | Михаил Марандюк  | Wieland Bruch      | Martin Wessels       |
| Многоходовки      | Михаил Марандюк  | Michael Herzberg   | Александр Кузовков   |
| Этюды             | Давид Гургенидзе | Николай Кралин     | Андрей Высокосов     |
| Кооперативный мат | Živko Janevski   | Валерий Гуров      | Fadil Abdurahmanović |
| Обратный мат      | Петко Петков     | Андрей Селиванов   | Александр Ажусин     |
| Сказочные шахматы | Петко Петков     | Reto Aschwanden    | Tadashi Wakashima    |
| Ретроанализ       | Александр Кисляк | Thierry Le Gleuher | Александр Золотарёв  |

### 2001—2003
| Секция            | Золото             | Серебро              | Бронза               |
| ----------------- | ------------------ | -------------------- | -------------------- |
| Двухходовки       | Marjan Kovačević   | Анатолий Слесаренко  | Василь Дячук         |
| Трёхходовки       | Валерий Шавырин    | Михаил Марандюк      | Юрий Маркер          |
| Многоходовки      | Михаил Марандюк    | Валерий Шавырин      | Александр Феоктистов |
| Этюды             | Андрей Высокосов   | Олег Перваков        | Давид Гургенидзе     |
| Кооперативный мат | Валерий Гуров      | Mario Parrinello     | Franz Pachl          |
| Обратный мат      | Андрей Селиванов   | Александр Феоктистов | Živko Janevski       |
| Сказочные шахматы | Reto Aschwanden    | Клаус Венда          | Juraj Lörinc         |
| Ретроанализ       | Thierry Le Gleuher | Александр Кисляк     | Reto Aschwanden      |

### 2004—2006
| Секция            | Золото           | Серебро            | Бронза                        |
| ----------------- | ---------------- | ------------------ | ----------------------------- |
| Двухходовки       | Василь Дячук     | Marjan Kovačević   | Wieland Bruch                 |
| Трёхходовки       | Михаил Марандюк  | Валерий Шавырин    | Александр Бахарев             |
| Многоходовки      | Михаил Марандюк  | Юрий Маркер        | Александр Феоктистов          |
| Этюды             | Олег Перваков    | Алексей Сочнев     | Давид Гургенидзе              |
| Кооперативный мат | Виктор Чепижный  | Валерий Гуров      | Michal Dragoun Živko Janevski |
| Обратный мат      | Андрей Селиванов | Uri Avner          | Živko Janevski                |
| Сказочные шахматы | Michal Dragoun   | Juraj Lörinc       | Клаус Венда                   |
| Ретроанализ       | Reto Aschwanden  | Thierry Le Gleuher | Дмитрий Байбиков              |

### 2007—2009
| Секция            | Золото              | Серебро             | Бронза               |
| ----------------- | ------------------- | ------------------- | -------------------- |
| Двухходовки       | Marjan Kovačević    | Петер Гвоздяк       | Василь Дячук         |
| Трёхходовки       | Михаил Марандюк     | Петер Гвоздяк       | Александр Кузовков   |
| Многоходовки      | Михаил Марандюк     | Александр Кузовков  | Александр Феоктистов |
| Этюды             | Олег Перваков       | Сергей Дидух        | Юрий Базлов          |
| Кооперативный мат | Александр Семененко | Виктор Чепижный     | Валерий Гуров        |
| Обратный мат      | Андрей Селиванов    | Иван Сорока         | Александр Феоктистов |
| Сказочные шахматы | Петко Петков        | Петер Гвоздяк       | Клаус Венда          |
| Ретроанализ       | Дмитрий Байбиков    | Dragan Lj. Petrović | Николя Дюпон         |

### 2010—2012
| Секция            | Золото               | Серебро             | Бронза               |
| ----------------- | -------------------- | ------------------- | -------------------- |
| Двухходовки       | Marjan Kovačević     | Василь Дячук        | Валерий Шаньшин      |
| Трёхходовки       | Александр Феоктистов | Михаил Марандюк     | Александр Кузовков   |
| Многоходовки      | Михаил Марандюк      | Александр Кузовков  | Александр Феоктистов |
| Этюды             | Сергей Дидух         | Ричард Бекер        | Олег Перваков        |
| Кооперативный мат | Михал Драгун         | Александр Семененко | Виктор Чепижный      |
| Обратный мат      | Андрей Селиванов     | Торстен Линсс       | Диян Костадинов      |
| Сказочные шахматы | Петко Петков         | Влайцу Крисан       | Петер Гвоздяк        |
| Ретроанализ       | Дмитрий Байбиков     | Николай Белухов     | Николя Дюпон         |

### 2013—2015
| Секция            | Золото              | Серебро              | Бронза               |
| ----------------- | ------------------- | -------------------- | -------------------- |
| Двухходовки       | Marjan Kovačević    | Василь Дячук         | Петер Гвоздяк        |
| Трёхходовки       | Михаил Марандюк     | Александр Кузовков   | Александр Феоктистов |
| Многоходовки      | Михаил Марандюк     | Александр Кузовков   | Фёдор Давиденко      |
| Этюды             | Олег Перваков       | Юрий Базлов          | Павел Арестов        |
| Кооперативный мат | Александр Семененко | Василь Крижанивский  | Валерий Гуров        |
| Обратный мат      | Андрей Селиванов    | Александр Феоктистов | Марк Эренбург        |
| Сказочные шахматы | Василь Дячук        | Juraj Lörinc         | Ofer Comay           |
| Ретроанализ       | Дмитрий Байбиков    | Silvio Baier         | Николя Дюпон         |

### 2016—2018
| Секция            | Золото               | Серебро             | Бронза                         |
| ----------------- | -------------------- | ------------------- | ------------------------------ |
| Двухходовки       | Василь Дячук         | Marjan Kovačević    | Валерий Шаньшин                |
| Трёхходовки       | Александр Феоктистов | Александр Кузовков  | Валерий Шавырин                |
| Многоходовки      | Михаил Марандюк      | Александр Кузовков  | Фёдор Давиденко                |
| Этюды             | Олег Перваков        | Martin Minski       | Steffen Slumstrup Nielsen      |
| Кооперативный мат | Василь Крижанивский  | Александр Семененко | Fadil Abdurahmanović           |
| Обратный мат      | Андрей Селиванов     | Zoran Gavrilovski   | Александр Кузовков             |
| Сказочные шахматы | Vlaicu Crișan        | Petko Petkov        | Lev Grolman/Borislav Gadjanski |
| Ретроанализ       | Silvio Baier         | Дмитрий Байбиков    | Николя Дюпон                   |